# Russell van Horn
Russell van Horn (Pensilvania, 30 de julio de 1885–Wickenburg, Arizona, marzo de 1970) fue un boxeador estadounidense. Obtuvo una medalla de plata en la categoría de peso ligero durante los Juegos Olímpicos de San Luis 1904.